# Eckher von Kapfing (Adelsgeschlecht)

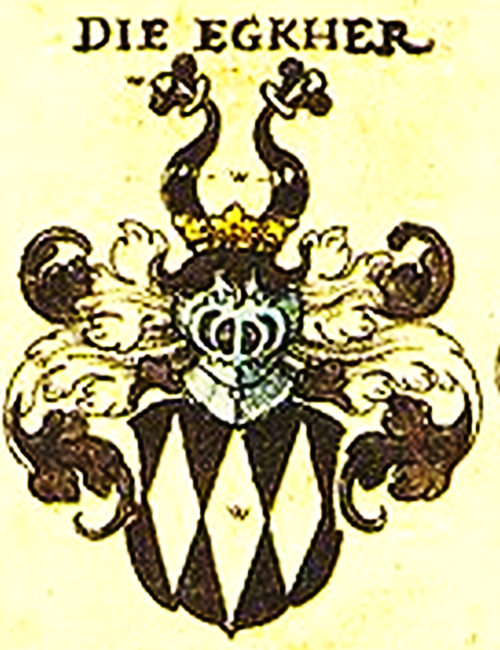
Wappen der Eckher von Kapfing

Die Eckher von Kapfing waren altbayerischer Turnieradel, der 1820 im Mannesstamm erloschen ist. Ein Freiherrnbrief stammt von 1691. 
Ein Ulrich Eckher zu Kapfing und Lichteneck hat 1412 auf dem Turnier zu Regensburg teilgenommen und war 1425 Stadtrichter in Landshut. Er ist in der Kirche St. Jodok (Jobsten) begraben. Seine Gemahlin Elspeth war eine Hoferin. Ein Hans Eckher zu Kapfing wird 1454 als Kastner zu Rosenhaimd genannt. Konrad Eckher starb 1437 als Probst von St. Mang in Regensburg.
Ott Eckher von Kapfing zu Pfetrach war 1478 Kastner zu Teisbach. Sigmund Eckher hat an drei Turnieren teilgenommen: 1484 am 32. Turnier zu Ingolstadt, 1496 dem 34. Turnier zu Bamberg und 1487 am 35. Turnier zu Regensburg. Seine Frau war eine  Rohrbeckin. Er verstarb 1512 zu Moosburg und ist in der dortigen Stiftskirche begraben. Sein Bruder Wolfgangus Eckher von Kapfing verstarb als Kanonikus und Pfarrer von St. Emmeram. 
Hans Eckher zu Kapfing war Pfleger von Dingolfing. Seine Frau war eine Ayglin von Salzburg. Ein Sohn aus dieser Ehe war Christoph Georg, verheiratet mit einer Schönburgerin und Pfleger auf Veste Oberhaus zu Passau. Sein Bruder David Eckher war Pfleger zu Oberhofen. Dieser hatte einen Sohn namens Rudolf († 1578), der ebenfalls Pfleger von Oberhofen war.
Johann Christoph zu Kapfing, Lichteneck und Thurn (* 1608, † 1685) wurde 1640 in den Freiherrnstand erhoben. Seine Frau war Regina von Kürmreith.  Sein Sohn Oswald Ulrich war Hofmarschall zu Freising, Johann Franz (* 1649, † 1727) wurde Fürstbischof von Freising, Johann Christoph war churbayerischer Obersthofmeister, später Oberststallmeister zu Freising. Dieser hatte wiederum vier Söhne, welches das Geschlecht weiterführten. 
Der  Letzte der Eckher zu Kapfing war Ludwig Freiherr von Käpfingen, Präsident des Naab- und Regenkreises. Er starb 1820 und hinterließ zwei Töchter, von denen eine im Damenstift zu München 1879 verstarb.
Die verwandtschaftliche Beziehung zu anderen Eckern ist nicht bekannt.

## Persönlichkeiten
- Johann Franz Eckher von Kapfing und Liechteneck (1649–1727), Fürstbischof von Freising

## Wappen
Das Herzschild zeigt drei aufrecht stehende Wecken, auf dem Helm eine gelbe Krone, darüber zwei Büffelhörner mit den drei Wecken. In jeder Öffnung dieser Hörner stecken drei silberne Straußenfedern.
Das Wappen der Freiherrn von Eckh auf Kapfing zeigt einen in zwei Hautfelder geteilten Schild. Das obere Hauptfeld ist rot und weiß, darin der Halbmond; das untere ist weiß mit einem Wolf darin.  Das Oberschild ist schwarz und weiß, auf dem vorderen Helm sind die Flügel, auf dem Mittleren der Greif und auf dem hinteren der Wolf. 

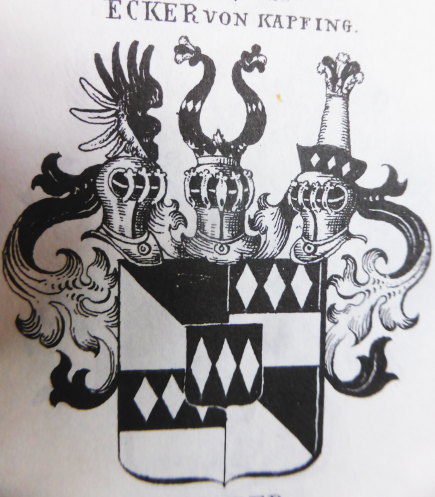
Wappen der Ecker von Kapfing
Wappen von Oberpöring, das kleine Schild mit den drei silbernen Rauten entspricht dem Familienwappen der Ecker von Kapfing